# 飯塚真穂
飯塚 真穂（いいづか まほ、1994年6月23日 - ）は、日本のグラビアアイドル。

## 経歴
2012年、初のDVD『キミが好き』が発売される。同年、フォトジェニックジャパンコンテストで準グランプリに選ばれる。
大学受験のための1年間の休業を経て、芸能界に復帰する。
2014年、約2年ぶりとなるDVD『ラブジェネレーション 愛を知るということ』が発売される。

## 作品

### DVD
- キミが好き（2012年2月24日、スパイスビジュアル）
- ラブジェネレーション 愛を知るということ（2014年1月31日、グラッソ）